# Benten Daiba
Benten Daiba (弁天台場 Biện Thiên Đài Trường) là một công sự quan trọng của Cộng hòa Ezo vào năm 1868–1869. Nó nằm ở lối vào của vịnh Hakodate, phía bắc đảo Hokkaidō, Nhật Bản. Benten Daiba do kiến trúc sư Takeda Ayasaburō xây dựng trên địa điểm trước đây là ngôi đền thờ thần Benten, nữ thần tài lộc. Benten Daiba nằm gần Goryōkaku, là nơi diễn ra trận đánh cuối cùng trong Chiến tranh Boshin.

## Lịch sử
Mạc phủ Tokugawa đã xây dựng nơi này ngoài khơi vịnh Hakodate để chuẩn bị đối đầu với những vụ pháo kích của tàu thuyền nước ngoài từ năm 1856 đến năm 1863.
Tuy nhiên, nó thực sự được sử dụng trong cuộc nội chiến mang tên chiến tranh Hakodate. Trong trận hải chiến vịnh Hakodate vào cuối chiến tranh Hakodate, phần lớn tàn quân cựu Mạc phủ tập trung xung quanh nhóm Shinsengumi, đã cố gắng trụ lại đồn này, nhưng thành phố Hakodate bị quân tân chính phủ chiếm đóng và cô lập. Ngày 15 tháng 5 năm 1869, Benten Daiba phải đầu hàng quân tân chính phủ trước bản doanh Goryōkaku.
Benten Daiba về sau bị chính phủ Minh Trị phá bỏ vào khoảng năm 1897, và bây giờ chỉ có một tấm bia đá được dựng lên trước lối vào cảng Hakodate. Vật liệu đá đã qua sử dụng được dùng làm bờ kè cảng cá Hakodate.